# Alexander Nikolajewitsch Selin

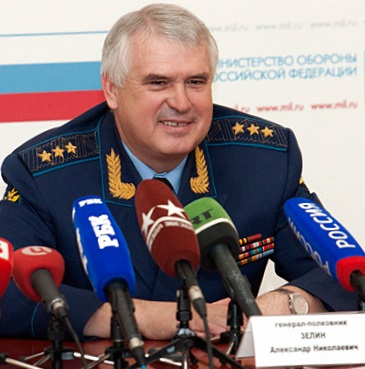
Alexander Selin (2011)

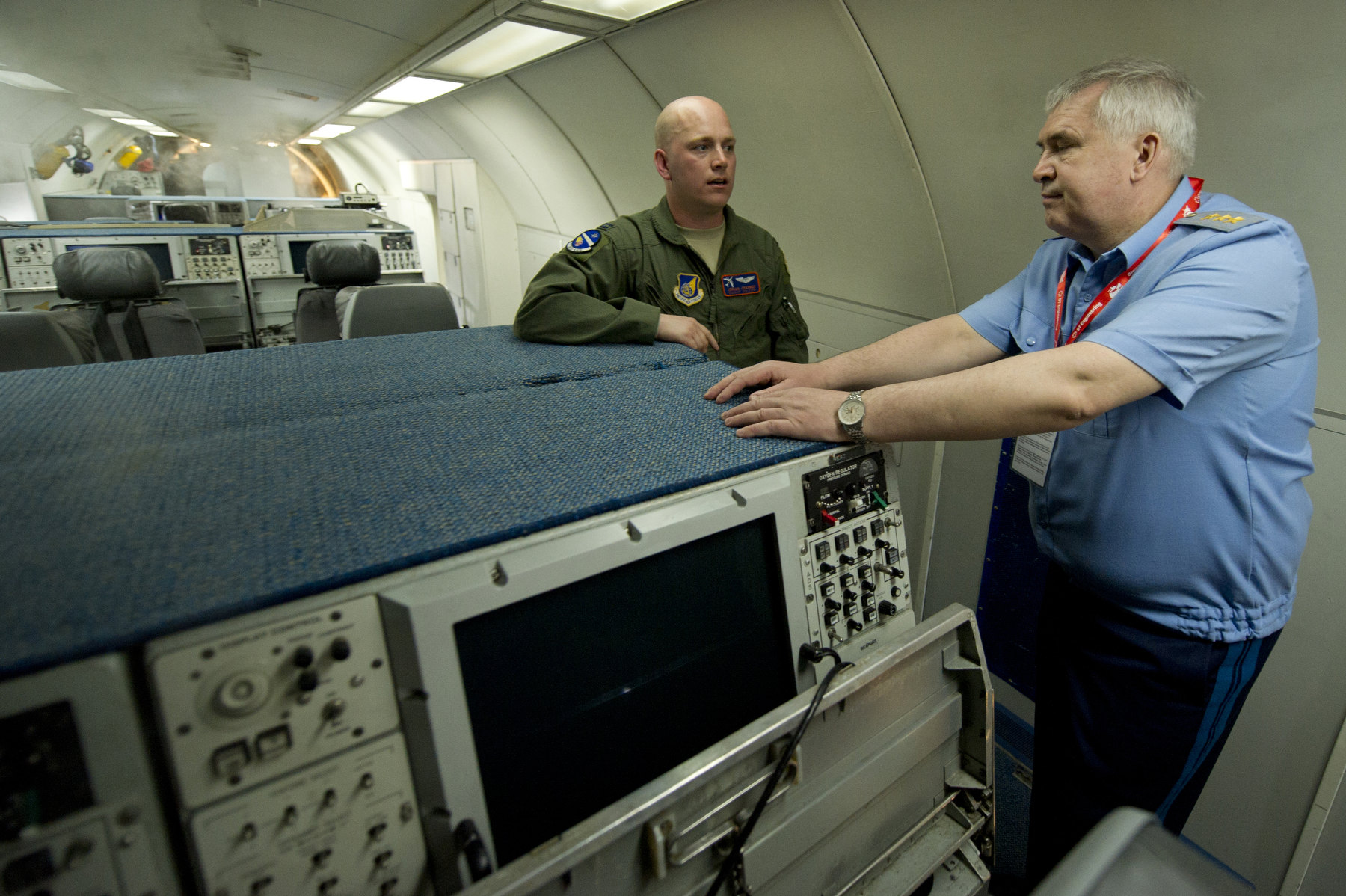
Alexander Selin (rechts) während der Singapore Airshow 2012

Alexander Nikolajewitsch Selin (russisch Александр Николаевич Зелин, wiss. Transliteration Aleksandr Nikolaevič Zelin; * 6. Mai 1953 in Perewalsk, Oblast Woroschilowgrad, Ukrainische SSR) ist ein russischer Generaloberst im Ruhestand und seit Mai 2012 Assistent des Verteidigungsministers der Russischen Föderation.

## Militärische Laufbahn
Im Jahr 1976 schloss er die Militärfliegerschule in Chabarowsk mit Auszeichnung ab und begann seinen Dienst in den sowjetischen Luftstreitkräften als Jagdpilot beim 787. Jagdfliegerregiment im Bestand der Gruppe der Sowjetischen Streitkräfte in Deutschland (GSSD), auf dem Flugplatz Finow bei Eberswalde.
In den Folgejahren diente er in verschiedenen Positionen, u. a. als Staffelkommandeur und Kommandeur des 115. Garde-Jagdfliegerregiments in der Usbekischen SSR.
Im Jahr 1988 absolvierte er die Militärakademie der Luftstreitkräfte „J. A. Gagarin“ und durchlief Mitte der 1990er Jahre höhere Dienststellungen, wie die des ersten Stellvertreters des Oberkommandierenden der 23. Armee der Luftstreitkräfte und der Luftverteidigung in Transbaikalien, sowie die des Oberkommandierenden der 14. Armee der Luftstreitkräfte und der Luftverteidigung im Militärbezirk Sibirien.
Im Jahr 1997 schloss er die Militärakademie des Generalstabes der Russischen Streitkräfte ab und kommandierte während des Zweiten Tschetschenienkrieges zeitweise (ab 2001) die 4. Armee der Luftstreitkräfte und der Luftverteidigung im Nordkaukasus.
Seit August 2002 war er Stellvertreter des Oberbefehlshabers der Russischen Luftstreitkräfte, verantwortlich für die Luftfahrt. Am 9. Mai 2007 schließlich wurde er durch einen Erlass des damaligen Präsidenten der Russischen Föderation, Wladimir Putin, zum Oberbefehlshaber der Russischen Luftstreitkräfte ernannt.
Am 26. April 2012 wurde Selin vom damaligen Präsidenten Russlands, Dmitri Medwedew, von seinen Pflichten als Oberbefehlshaber der Russischen Luftstreitkräfte entbunden, aus dem Militärdienst entlassen und am 6. Mai zum Assistenten des Verteidigungsministers Serdjukow ernannt.

## Sonstiges
Alexander Selin ist Kandidat der Militärwissenschaften und Verdienter Militärflieger der Russischen Föderation. Er hat auf mehr als 10 verschiedenen Flugzeugtypen, darunter Suchoi Su-34 und Jakowlew Jak-130, mehr als 3.000 Flugstunden absolviert. Selin wurde unter anderem mit den Orden „Roter Stern“ und „Für militärische Verdienste“ ausgezeichnet.